# قسم شبانكارة الريفي (مقاطعة دشتستان)
قسم شبانكارة الريفي (بالفارسية: دهستان شبانکاره) هي قسم تقع في إيران في ناحية شبانكارة. يقدر عدد سكانها بـ 12,391 نسمة .